# إيجاب (فقه)
الإيجاب عبارة عن لفظ صدر عن أحد المتعاقدين أولا، أي التلفّظ به أولا من أيّ جانب كان، سمّي به لأنّه ثبت الجواب على الآخر بنعم أو لا، كأنّه قيل سمّاه إيجابا لأنّه موجب وجود العقد إذا اتّصل به القبول.